# Victor Mirshawka
Victor Mirshawka (Brėst, 27 aprile 1941) è un ex cestista brasiliano.

## Carriera
Con il Brasile ha disputato i Campionati mondiali del 1963 e i Giochi olimpici di Tokyo 1964.